# Liste der Mitglieder der American Academy of Arts and Sciences/1861
Im Jahr 1861 wählte die American Academy of Arts and Sciences 15 Personen zu ihren Mitgliedern.

## Neugewählte Mitglieder
- Ezra Abbot (1819–1884)
- Immanuel Bekker (1785–1871)
- George Tyler Bigelow (1810–1878)
- Louis Isidore Duperrey (1786–1865)
- William Ferrel (1817–1891)
- James Melville Gilliss (1811–1865)
- James Hadley (1821–1872)
- Francis Simmons Holmes (1815–1882)
- Jules Marcou (1824–1898)
- James Edward Oliver (1829–1895)
- John Morse Ordway (1823–1909)
- Andrew Preston Peabody (1811–1893)
- Truman Henry Safford (1836–1901)
- Benjamin Franklin Thomas (1813–1878)
- Friedrich Adolf Trendelenburg (1802–1872)